# بيتروفسك-زابايكالسكي
بيتروفسك-زابايكالسكي (بالروسية: Петровск-Забайкальский) هي إحدى مدن روسيا في الكيان الفدرالي الروسي تشيتا أوبلاست.